# Den Dræbende Joke
"Den Dræbende Joke" er en single udsendt i 1998 af Den Gale Pose. Den blev udgivet på albummet Sådan Er Reglerne, der også er fra 1998 og som modtog en Grammy ved Danish Music Awards.
Den Gale Pose indgik et samarbejde med Laid Back, hvor "White Horse" blev nyindspillet, og derefter brugt som grundlag for nummeret "Den Dræbende Joke".
| Musik | Spire Denne musikartikel er en spire som bør udbygges. Du er velkommen til at hjælpe Wikipedia ved at udvide den. |